# Monterey Park Tract
Monterey Park Tract est une census-designated place du comté de Stanislaus, dans l'État de Californie, aux États-Unis. En 2020, elle compte une population de 164 habitants.